# Pierogowiec
Pierogowiec (1990–2003 Tarnogród-Pierogowiec) – część wsi Luchów Górny w Polsce, położona w województwie lubelskim, w powiecie biłgorajskim, w gminie Tarnogród.
Przez wieś przepływa niewielka rzeka Luchówka.
W latach 1975–1998 Pierogowiec administracyjnie należał do województwa zamojskiego.
Od 30 listopada 1990 do 30 maja 2003 Pierogowiec należał do Tarnogrodu; 31 maja stał 2003 się częścią wsi Luchów Górny.
Wieś stanowi sołectwo gminy Tarnogród.
Wierni Kościoła rzymskokatolickiego należą do parafii Niepokalanego Poczęcia Najświętszej Maryi Panny w Luchowie Górnym.